# TV4 Sport (2007-2018)
TV4 Sport var en svensk TV-kanal. Kanalen ägdes av TV4-gruppen och tidigare även av tidningen Expressen. Kanalens inriktning var sport. Tidigare visades även spelprogram, reality och dokumentärserier.
Kanalen ersattes av Sportkanalen som började sända under 2017.

## Historik
Kanalen startades av tidningen Expressen under namnet Sportexpressen, den 17 mars 2005. TV4-gruppen köpte dock upp aktier och blev majoritetsägare den 23 maj ett år senare. Kanalen döptes om till TV4 Sportexpressen. Köpet innebar också att kanalen fick rättigheter att sända vissa av TV4-gruppens material. Den 1 september 2007 relanserades kanalen som TV4 Sport. Nyheterna var framförallt att distributionen ökade genom att Com Hem började sända kanalen. (Den ersatte Eurosport i det analoga utbudet hos Com Hem, något som gjorde många tittare upprörda). Samt att den nu var huvudkanal för TV4-gruppens sporträttigheter. Den 4 maj 2012 fick kanalen sin första systerkanal, HDTV-kanalen, TV4 Sport Xtra. 28 mars 2014 lades TV4 Sport Xtra ned eftersom TV4-gruppen startade en ny livsstils- och sportkanal, TV12, den 29 mars 2014. Samtidigt övertog TV4 Sport kanalplatsen för TV4 Sport Xtra och blev en mer renodlad sportkanal. 31 januari 2018 var sista sändningsdagen för TV-kanalen efter att Sportkanalen startat sina sändningar året dessförinnan.

### Kontroverser

#### Ultimate Fighting Championship
TV4 Sport satsade redan från början på UFC, en tävling i MMA. Bland annat valde TV4-gruppen att sända ett UFC-program på så kallad "Bolibompa-tid", det vill säga 18.00. Detta gjorde att många föräldrar med små barn blev upprörda eftersom deras barn zappade förbi TV4 Sport när dessa våldsamma scener utspelade sig. Debatten angående att det var rätt eller fel att sända UFC 18.00 pågick ett bra tag, men efter att tittarombudsmannen på TV4-gruppen blev överöst av arga mejl var man tvungen att lägga programmet senare i tablån och sända andra program den tiden.

#### TV-sändningar av Fotbollsallsvenskan
Inför säsongen 2008 var det bestämt att TV4, TV4 Sport och Canal+ skulle dela på tillståndet för att sända Fotbollsallsvenskan. Senare visade det sig dock att något inte stämde med Kentaro, företaget som har sålt rättigheterna. Hela händelsen är otroligt tilltrasslad, och det har bland annat inneburit stämningar i mängd. Problemet löstes genom att TV4-gruppen köpte Canal+ 16 juni 2008

## Distribution
Kanalen marknadsförde sig ofta som Sveriges största Sportkanal och distribueras framförallt genom Com Hem och Boxer.
Det var mycket viktigt för TV4-gruppen att få ett tillstånd för att sända sin sportkanal i det marksända nätet. Och från den 1 april 2008 hade TV4-gruppen tillstånd att sända TV4 Sport i det digitala marknätet. Efter att ha legat i förhandlingar i över en månad med Boxer kunde kanalen till slut börja sända i det digitala marknätet från och med 11 maj 2008. Till en början var kanalen gratis för alla Boxer-kunder, men i februari 2009 ingick kanalen i Boxer-paketen TV4, Mix och Max. Com Hem-abonnenter fick TV4 Sport i grundutbudet i stället för Eurosport, som endast sänder sport.